# 凱達格蘭大道

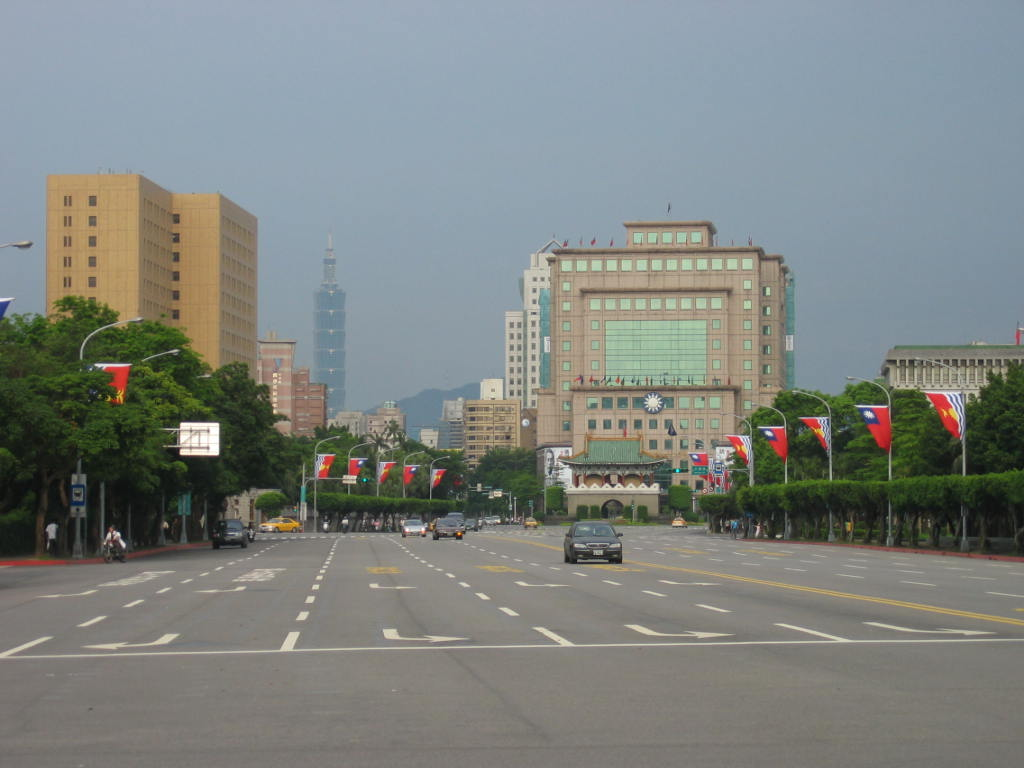
凱達格蘭大道。台北府城東門後方の建物は当時、中国国民党本部として使用されていた。（2006年撮影）

凱達格蘭大道（ケタガランたいどう）は、台湾台北市中正区に位置する全長400m、両側10車線の道路で、中華民国総統府（重慶南路一段）と台北府城東門（中山南路）との間を結ぶ。清時代の東門街であり、日本統治時代には多くの日本の都市の道路のように名無しの通りであったが、文武町に属していた。
凱達格蘭大道の名は、かつて台北近辺に居住していた先住民族（台湾原住民）、凱達格蘭族（ケタガラン族）に由来する。もともとは「介寿路」（後述）という名前だったが、陳水扁が台北市長任期中に改名した。この改名は陳水扁が台湾原住民を尊重する姿勢を具体的に示した物と評価されている。
後年、台湾独立運動が盛り上がるようになると泛緑連盟が台湾正名運動（台湾の本土化運動）の嚆矢として凱達格蘭大道改名を評価する一方で、泛藍連盟は台湾の本土化を助長する動きであると批判的にとらえた。このため凱達格蘭大道は泛緑・泛藍両勢力ともに「重要な政治的意義を持つ道路」として位置づけており、しばしばデモ活動の舞台になっている。この動きは陳水扁が総統になって以降さらに顕著となり、特に2004年の中華民国総統選挙では選挙結果に憤った泛藍連盟支持者が凱達格蘭大道において1週間に渡る抗議デモを行った。

## 介寿路
凱達格蘭大道の旧称である介寿路の「介寿」とは「蒋介石の長寿を祈念する」という意味を持つ。介寿路という名は台湾が中華民国に接収され、旧台湾総督府庁舎（現在の総統府）が「介寿館」と改められたのに伴って名付けられた。
台湾が戒厳令下にあった時は、介寿路を市民が通るときは頭を下げて通ることを義務づけられ、また自転車やバイクの通行も禁止されていた。しかし、陳水扁が介寿路を凱達格蘭大道に改めた際にそうした規制は廃止された。
なお、地方では未だに多くの介寿路が存在するが、頭を下げて通る義務などは現存しない。

## 地標
住所表記としての凱達格蘭大道には3棟の建築物と公園のみ存在する。
- 凱達格蘭大道1号
  - 台北賓館
- 凱達格蘭大道2号
  - 中華民国外交部
- 凱達格蘭大道3号
  - 二二八和平公園内にある台北二二八紀念館

## その他
- 「凱達格蘭大道」は長いため、2004年から凱達格蘭大道でのデモ活動が増えることにより新聞やニュースに報道される機会も増え、多くの場合は凱道と短縮される。
- かつて、凱達格蘭大道を挿んで、総統府の向かい側には中国国民党の本部があった。しかし、2000年の総統選挙で野党に下野した後、本部ビルはエバーグリーン・グループに売却され、張栄発基金会（英: Chang Yung-Fa Foundation、zh:張榮發基金會）本部および長榮海事博物館として使用されている。